# 伯凱特 (印第安納州)
伯凱特（英語：Burket）是一個位於美國印地安納州科西阿斯科縣的城鎮。

## 人口
根據2010年美國人口普查的數據，伯凱特的面積為0.18平方千米，當中陸地面積為0.18平方千米，而水域面積為0.00平方千米。當地共有人口195人，而人口密度為每平方千米1,083人。